# 偃師区
偃師区（えんし-く）は中華人民共和国河南省洛陽市に位置する市轄区。玄奘三蔵（緱氏鎮）、北宋初期の宰相呂蒙正の故郷。

## 行政区画
- 街道:商城街道、槐新街道、首陽山街道、伊洛街道
- 鎮:翟鎮、岳灘鎮、顧県鎮、緱氏鎮、府店鎮、高竜鎮、山化鎮、邙嶺鎮、大口鎮

## 交通

### 鉄道
- 中国国家鉄路集団
  - 隴海線
    - 偃師駅

### 道路
- 高速道路
  -  連霍高速道路
- 国道
  - G207国道（中国語版）
  - G310国道（中国語版）

## 観光
- 二里頭遺跡
- 永寧寺塔基
- 偃師尸郷溝商城遺跡
- 水泉石窟